# Decachela dogieli
Decachela dogieli is een zeespin uit de familie Ascorhynchoidea. De soort behoort tot het geslacht Decachela. Decachela dogieli werd in 1961 voor het eerst wetenschappelijk beschreven door Losina-Losinsky. 